# Bilbon Sacquet
Bilbo Baggins, Bilbo Bessac
Pour les articles homonymes, voir Bilbo le Hobbit (homonymie).
Bilbon Sacquet dans les traductions de Francis Ledoux (Bilbo Baggins en anglais et dans la première traduction française du Hobbit ; Bilbo Bessac dans la traduction de Daniel Lauzon) est le personnage central du roman Le Hobbit de l'écrivain britannique J. R. R. Tolkien. Il est également un personnage secondaire du Seigneur des anneaux, et apparaît dans les Contes et légendes inachevés.
À l'intérieur du légendaire de Tolkien, les écrits de la Terre du Milieu sont présentés comme étant les traductions du Livre rouge de la Marche de l'Ouest. Bilbon est censé avoir écrit Le Hobbit et transcrit Le Silmarillion.

## Noms
Dans le cadre de sa fiction, Tolkien se présente comme le traducteur, et non l'auteur, du Hobbit et du Seigneur des anneaux. Suivant cette conception, exposée en détail dans l'Appendice F du Seigneur des anneaux, les noms des hobbits sont en réalité en occidentalien (westron), la lingua franca de la Terre du Milieu à l'époque du récit, et Tolkien est censé les avoir adaptés à la langue anglaise, en tentant de préserver certaines particularités ou jeux de mots : ainsi, le prénom Meriadoc, abrégé en Merry, qui signifie « joyeux » en anglais, est censé être la traduction de Kalimac, abrégé en Kali, qui signifie « joyeux » en occidentalien. Le « véritable » nom de Bilbon est Bilba Labingi. Tolkien explique avoir « anglicisé » son prénom en substituant un -o au -a westron qui marque le masculin dans cette langue.
La première traduction française du Hobbit, assurée par Francis Ledoux (1969), conserve inchangé le nom original de Bilbo Baggins. En revanche, quelques années plus tard, Ledoux choisit de le traduire en Bilbon Sacquet. Le nom de famille « Sacquet » correspond bien aux indications laissées par Tolkien pour sa traduction : quelque chose qui rappelle « sac » et « Cul-de-Sac ». L'ajout d'un N final au prénom Bilbo est vraisemblablement lié à l'existence de prénoms hobbits comme Otho ou Drogo, qui existent également dans le monde réel et sont traditionnellement rendus en français par Othon et Drogon : Ledoux aurait choisi d'étendre cette norme à tous les prénoms hobbits se terminant en -o dans le texte d'origine.
Les traductions plus récentes de Tolkien ont choisi de revenir à Bilbo : il est ainsi nommé Bilbo Sacquet dans la correspondance de Tolkien (Lettres, 2005). Dans sa retraduction du Hobbit, Daniel Lauzon a également choisi de rendre Baggins par Bessac et non par Sacquet.

## Histoire
Oncle et neveu : côté Sacquet…
- Balbon Sacquet
+ Berylla Bophin
  - Mungon Sacquet
+ Laura Fouille
    - Bungon Sacquet
+ Belladonna Touque
      - Bilbon Sacquet

  - Largon Sacquet
+ Tanta Sonnecor
    - Foscon Sacquet
+ Ruby Bolger
      - Drogon Sacquet
+ Primula Brandebouc
        - Frodon Sacquet

… et côté Touque
- Gerontius Touque
+ Adamanta Boulot
  - Belladonna Touque
+ Bungon Sacquet
    - Bilbon Sacquet

  - Mirabella Touque
+ Gorbadoc Brandebouc
    - Primula Brandebouc
+ Drogon Sacquet
      - Frodon Sacquet

### AvantLe Hobbit
Bilbon, né le 22 septembre 1290 dans le calendrier de la Comté, est le fils unique de Bungon Sacquet et de Belladonna Touque. Il hérite de la propriété de Cul-de-Sac et du titre de chef de la famille Sacquet après la mort de ses parents (son père meurt en 1326 et sa mère en 1334). Bien qu'il reste célibataire, il acquiert une réputation de hobbit sérieux et raisonnable.

### Le Hobbit
C'est à l'âge de cinquante ans, en 2941 Du troisième âge, que Bilbon se retrouve malgré lui entraîné dans une aventure, lorsque le magicien Gandalf et treize nains font irruption chez lui. Les nains, conduits par leur seigneur Thorin, sont à la recherche d'un cambrioleur expert pour récupérer le trésor de leurs ancêtres, approprié par le dragon Smaug. L'idée de partir à l'aventure ne sourit guère au côté Sacquet de Bilbon, mais son côté Touque, au contraire, le pousse dans cette direction, et il finit par accompagner les nains sur le chemin de la Montagne Solitaire.
Se dirigeant d'abord vers Fondcombe (Fendeval dans la nouvelle traduction), chez l'Elfe Elrond, la compagnie est faite prisonnière par des Trolls et manque d'être dévorée sans l'intervention de Gandalf et l'aube qui change les Trolls en statues de pierre. Dans le repaire des Trolls, Bilbo découvre un trésor mais surtout récupère une épée noldorine. Atteignant Fondcombe, il rencontre Elrond qui lui apprend que son épée a été forgée dans l'antique cité de Gondolin avec les épées Orcrist et Glamdring trouvées avec Dard, et appartenant respectivement à Thorin et Gandalf. Elrond apprend également à Thorin que la porte secrète de l'Erebor ne peut s'ouvrir que le jour de Durin. La compagnie repart en direction des Monts Brumeux. Alors qu'ils bivouaquent dans une caverne, tous sauf Gandalf se font capturer par des gobelins et amener au cœur de la montagne face au Grand Gobelin. Alors que celui-ci les interroge, Gandalf réapparaît et tue le Grand Gobelin, provoquant la débandade des autres gobelins. Profitant du chaos, Gandalf guide alors la compagnie à travers les tunnels gobelins.
Cependant Bilbon, porté par Dori, est perdu durant la fuite. Errant parmi les tunnels, il finit par mettre la main sur un anneau puis arrive dans une grotte inondée, où il rencontre une étrange créature, Gollum. Gollum persuade Bilbo de jouer au jeu des énigmes. Si Bilbon perd, Gollum le dévorera, tandis que si lui-même perd, il devra montrer la sortie des montagnes au Hobbit. Bilbon finit par gagner en posant la question « Qu'ai-je dans ma poche ? ». Gollum voulant récupérer son anneau magique avant de partir, retourne le chercher sur son île située au centre du lac. Il n'y trouve pas son trésor et comprend alors que c'est l'objet que Bilbon a dans sa poche. Il retraverse alors, décidé à récupérer son trésor. Entretemps, Bilbon passe l'anneau à son doigt et découvre ainsi qu'il peut devenir invisible. Gollum passe devant lui sans le voir, et finit par le guider, à son propre insu, à la sortie est des Monts Brumeux. À l'extérieur, il retrouve les Nains, qui ont monté un campement non loin de là. Il s'introduit invisible dans le camp, au nez et à la barbe de Balin posté en sentinelle, et apparaît soudainement devant le reste de la compagnie et de Gandalf. Il leur raconte qu'il a réussi à sortir des tunnels grâce à l'aide bienveillante de Gollum et à sa capacité de voleur, leur cachant ainsi la découverte de l'anneau.
À la tombée de la nuit, la compagnie est attaquée par les gobelins chevauchant des wargs, et est obligée de trouver refuge dans les arbres. Elle est rapidement sauvée par les Aigles et menée sur leurs aires, dans les Monts Brumeux. Après avoir rencontré le roi des Aigles, ceux-ci les conduisent au Carroc, non loin de la demeure de Beorn, un « changeur de peau », capable de prendre la forme d'un immense ours noir. Beorn accueille Bilbon, Gandalf et les Nains, leur fournissant des vivres et des poneys pour continuer leur voyage jusqu'à la lisière de la Forêt Noire, moyennant que les poneys soient renvoyés avant qu'ils ne pénètrent dedans par la Vieille Route. Arrivés à l'entrée de la forêt, Gandalf les abandonne pour repartir vers le sud, rejoindre le Conseil Blanc pour combattre le Nécromancien. Bilbon et les Nains pénètrent dans la forêt.
Lors de leur traversée, les Nains sont capturés par des Araignées. Bilbon les délivre grâce à son anneau et à son épée qu'il baptise Dard. Une nuit, alors qu'ils meurent de faim, ils voient une lumière dans les sous-bois. S'approchant, ils découvrent la cour du roi des Elfes sylvains qui dîne dans une clairière à la lueur de lampes. Espérant pouvoir demander de la nourriture, ils s'avancent mais aussitôt les lampes s'éteignent et ils se retrouvent dans le noir. Par deux fois cela se répète, mais les Elfes finissent par faire prisonniers les Nains. Bilbon passe l'anneau à son doigt et évite ainsi d'être pris à son tour. Les Elfes mènent les Nains devant leur roi et Bilbon les suit, s'introduisant de justesse dans le palais souterrain. Pendant plusieurs jours, il vit caché des Elfes, apprenant les chemins et les habitudes de chacun, imaginant ainsi un plan pour libérer la compagnie et pour s'échapper. Il libère les Nains et tous s'évadent par la rivière souterraine, cachés dans des tonneaux. Le courant les mène jusqu'à la ville d'Esgaroth sur Long Lac.

### AprèsLe Hobbit
La disparition subite de Bilbon et sa réapparition non moins subite ont eu des conséquences durables sur sa réputation parmi les autres hobbits du Comté, qui le considèrent dès lors comme un riche excentrique : la rumeur veut que d'innombrables trésors soient enterrés dans les tunnels de Cul-de-Sac. En outre, bien que Bilbon ne l'utilise qu'avec parcimonie, l'Anneau unique exerce son influence sur lui, et il ne semble pas vieillir malgré le passage des années – c'est l'un des indices qui met la puce à l'oreille de Gandalf quant à la réelle nature de « l'anneau magique ».
En 1389, Bilbon adopte son jeune cousin Frodon Sacquet comme héritier, au grand dam des Sacquet-Descarcelle. Tous deux vivent en célibataires à Cul-de-Sac et célèbrent chaque année leur anniversaire commun : Frodon, comme Bilbon, est né un 22 septembre. Pour son 111e anniversaire, en 1401, Bilbon organise une réception particulièrement grandiose, au terme de laquelle il annonce son départ de la Comté. Il s'éclipse de la fête grâce à l'Anneau et, au moment de partir, hésite à le garder pour lui. Avec l'aide de Gandalf, il finit néanmoins par le laisser à Frodon, avec Cul-de-Sac et le reste de ses biens.
Installé à Fondcombe, Bilbon poursuit la rédaction de ses mémoires, mais écrit également des poèmes et des ouvrages érudits, dont des « Traductions de l'Elfique ». Il participe au Conseil d'Elrond en 1418 et se propose pour mener à bien la destruction de l'Anneau, mais la tâche est finalement confiée à Frodon. Bilbon lui offre alors Dard et sa cotte de mithril. Au terme du Troisième Âge, il accompagne les Porteurs des Anneaux (Elrond, Gandalf, Galadriel et Frodon) au-delà de la Mer, vers les Terres Immortelles ; il est alors âgé de 131 ans, un record pour un hobbit.

## Adaptations dans d’autres médias

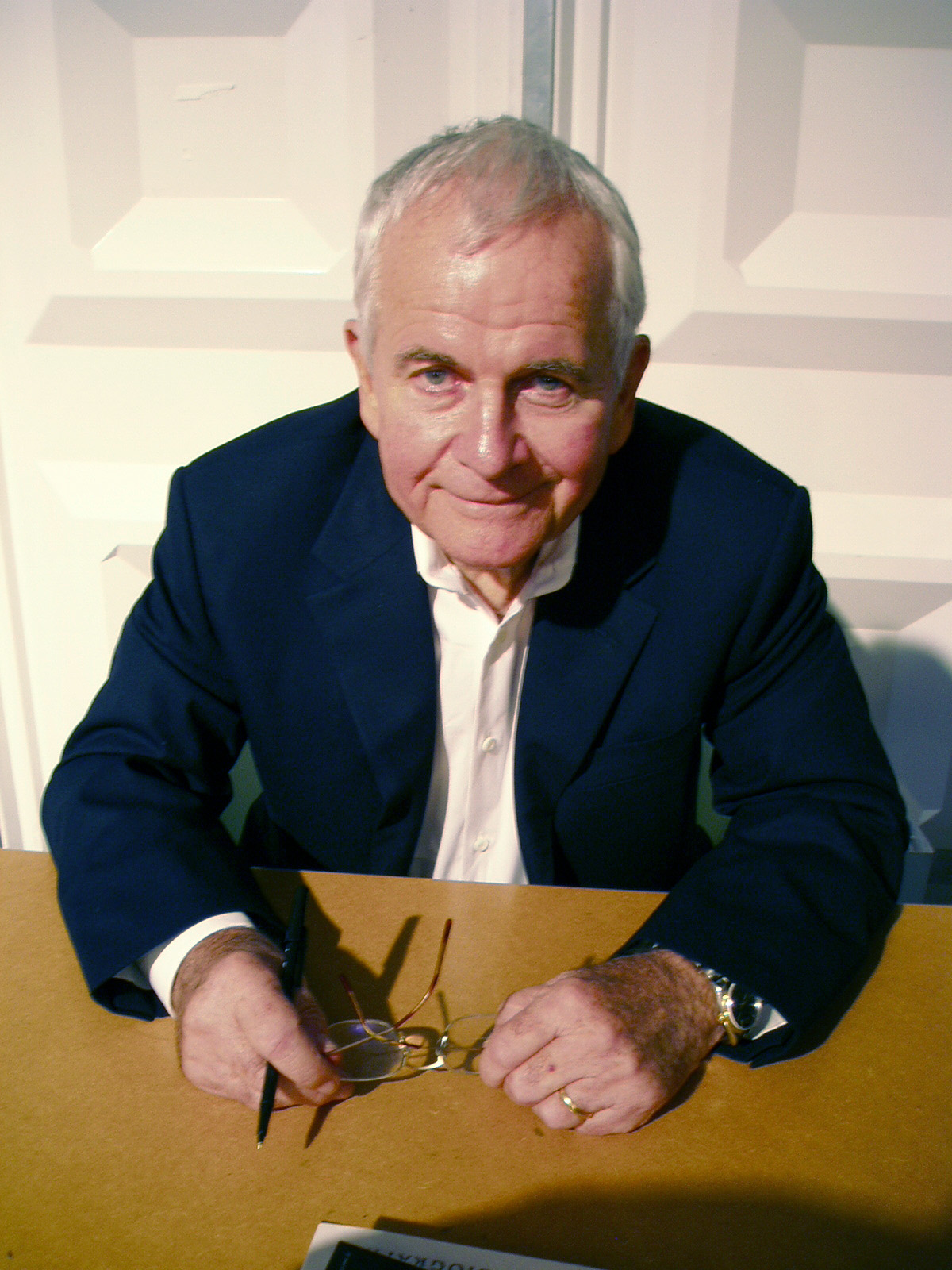
Ian Holm.

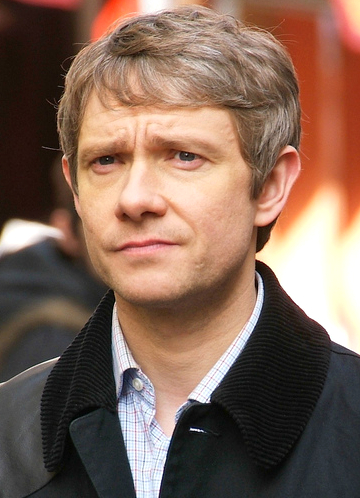
Martin Freeman.

Le personnage de Bilbon apparaît dans de nombreuses adaptations aussi bien du Hobbit que du Seigneur des anneaux, en français, exclusivement sous le nom de Bilbon Sacquet ou de Bilbo Baggins.

### À la radio
Dans The Hobbit, l'adaptation radiophonique du Hobbit de 1968, réalisée pour la BBC, le rôle est tenu par Paul Daneman. En 1974 c'est au tour de Nicol Williamson.
Dans la seconde adaptation radiophonique britannique du Seigneur des anneaux, en 1981, Bilbo Baggins est joué par John Le Mesurier.

### Au cinéma
Dans le dessin animé de 1977 de Jules Bass et Arthur Rankin Jr. The Hobbit, Orson Bean double Bilbo Baggins. Le même double à la fois Bilbon et Frodon dans The Return of the King, en 1980.
Dans le dessin animé du Seigneur des anneaux de Ralph Bakshi, en 1978, Norman Bird prête sa voix à Bilbon dans la version anglophone et Jacques Balutin dans le doublage francophone, tandis que Billy Barty sert de base à la rotoscopie du personnage.
Dans les films de Peter Jackson La Communauté de l'anneau et Le Retour du roi (2001 et 2003), le rôle de Bilbon Sacquet est attribué à Ian Holm, qui avait eu le rôle de Frodon dans l'adaptation radiophonique de la BBC de 1981.
Dans la série des films du Hobbit de Peter Jackson, Bilbon Sacquet est interprété par Martin Freeman, Ian Holm reprenant son rôle pour les scènes où Bilbon apparaît âgé.